# Keles (Ouzbékistan)
Ne doit pas être confondu avec Keles (Turquie).
Keles (en ouzbek : Келес, en russe : Келес), est une ville d'Ouzbékistan située dans la province de Tachkent.

## Géographie
La ville est le centre administratif du district de Bostanliq.

## Population
En 2010, Keles comptait une population de 25 214 personnes.